# Roxy Reynolds
Roxy Reynolds (Filadelfia, Pensilvania; 28 de diciembre de 1983) es una actriz pornográfica y modelo erótica estadounidense de ascendencia afroamericana.

## Carrera en el cine adulto
Reynolds nació en el Suroeste de Filadelfia pero creció en Columbus, Ohio.
Roxy Reynolds tiene un contrato de trabajo como portavoz y como modelo para Black Ice. Ha realizado diversas apariciones en videos, night clubs y otros eventos. En el 2007 presenta Roxy's World la cual fue filmada en Atlanta, Georgia. Reynolds no solo tuvo el rol principal en la misma, sino que también hizo el casting y eligió la locación. Su página web oficial, RoxyReynoldsxxx.com, fue estrenada en julio de 2006.
En el 2008 Reynolds obtuvo el premio "Best Female Performer and Crossover Female" en la Primera entrega anual de Premios Urban Spice.
En el 2010 fue nombrada por la revista Maxim como una de las mejores 12 actrices porno.